# Donna J. Haraway
Donna J. Haraway (* 6. září 1944 Denver) je americká bioložka, historička vědy a feministka. Je profesorkou History of Consciousness and Women’s Studies na Kalifornské univerzitě v Santa Cruz. Vyučuje také feministické teorie a technoscience na Evropské Vysoké škole v Saas-Fee (Švýcarsko), kde vede intenzivní letní seminář.
Díky tomu, že studovala mnoho různých oborů (vystudovala zoologii, filozofii a angličtinu na Colorado College), dotýká se i její publikační činnost široké škály oborů – kulturální studia, gender studia, literatura, primatologie, politologie, filozofie nebo informační vědy. Doktorát z biologie (titul PhD.) získala na univerzitě v Yaleově univerzitě v roce 1972.

## Dílo
„Haraway se ve svém silně interdisciplinárním díle zaměřuje na to, jak metafory, které věda využívá, jemně determinují systémy moci kontroly nad světem. Identifikovala sociální a kulturní pohyb organické, industriální společnosti v polymorfní informační systém, který ve svém díle ukazuje jako série transformací, jež restrukturují sítě moci vytvořené politikou vědy a technologie“ (Zuzana Kobíková, Revue pro média).
Haraway je známá především díky prosazování feministické vize o propojení člověka a technologie v identitě kyborga (80. léta). Pojetí kyborga Haraway rozvádí v eseji Manifest Kyborgů Cyborg Manifesto (publ. roku 1985 v Socialist Review). „Kyborg je pro Haraway metaforou odporu vůči závaznosti pohlavní/genderové dichotomie i proti totalitě kategorií určujících identitu obecně“ (Kobíková, Revue pro Média). Kyborg je něco nepřirozeného, ale patří do lidské civilizace, hranice diskurzu se ruší a přesouvají; nebo tvoří nové. Stálé napětí mezi pohlavími (gender) se díky konceptu kyborga uvolňuje. Kyborg je pro Haraway mezistupněm – přechodným stádiem mezi mužským a ženským nebo umělým a přirozeným.
Haraway je také autorkou The Promises of Monsters: A Regenerative Politics for Inappropriate/d Others (o genetickém inženýrství) The Promises of Monsters Archivováno 12. 1. 2006 na Wayback Machine., Primate Visions: Gender, Race, and Nature in the World of Modern Science (1989) a Simians, Cyborgs, and Women : The Reinvention of Nature (1991). Mnoho lidí považuje druhý text za směrodatný v oblasti politické teorie s ohledem na kyborgy a vzájemné působení člověk-stroj.
Simians, Cyborgs, and Women (1991) – kolekce 10 esejů napsaných většinou během osmdesátých let. Z feministického pohledu a s předpokladem, že příroda je vykonstruovaná, spíše než objevená – a že pravda je vytvořená, ne nalezená – Haraway poskytuje analýzu populárních a vědeckých bojů z oblasti evolučních teorií.
Primate Visions (1989) – diskuze Haraway o tom, jak vědci vnímají sexuální přirozenost primátů ženského pohlaví otevírá novou kapitolu v oblasti feministické teorie, pokládá znepokojující otázku o rodinných a heterosexuálních modelech ve výzkumu primátů.